# Амількаре Понк'єллі
Амількаре Понк'єллі (італ. Amilcare Ponchielli; 31 серпня 1834, Падерно — 16 січня 1886, Мілан) — італійський оперний композитор.

## Життєпис

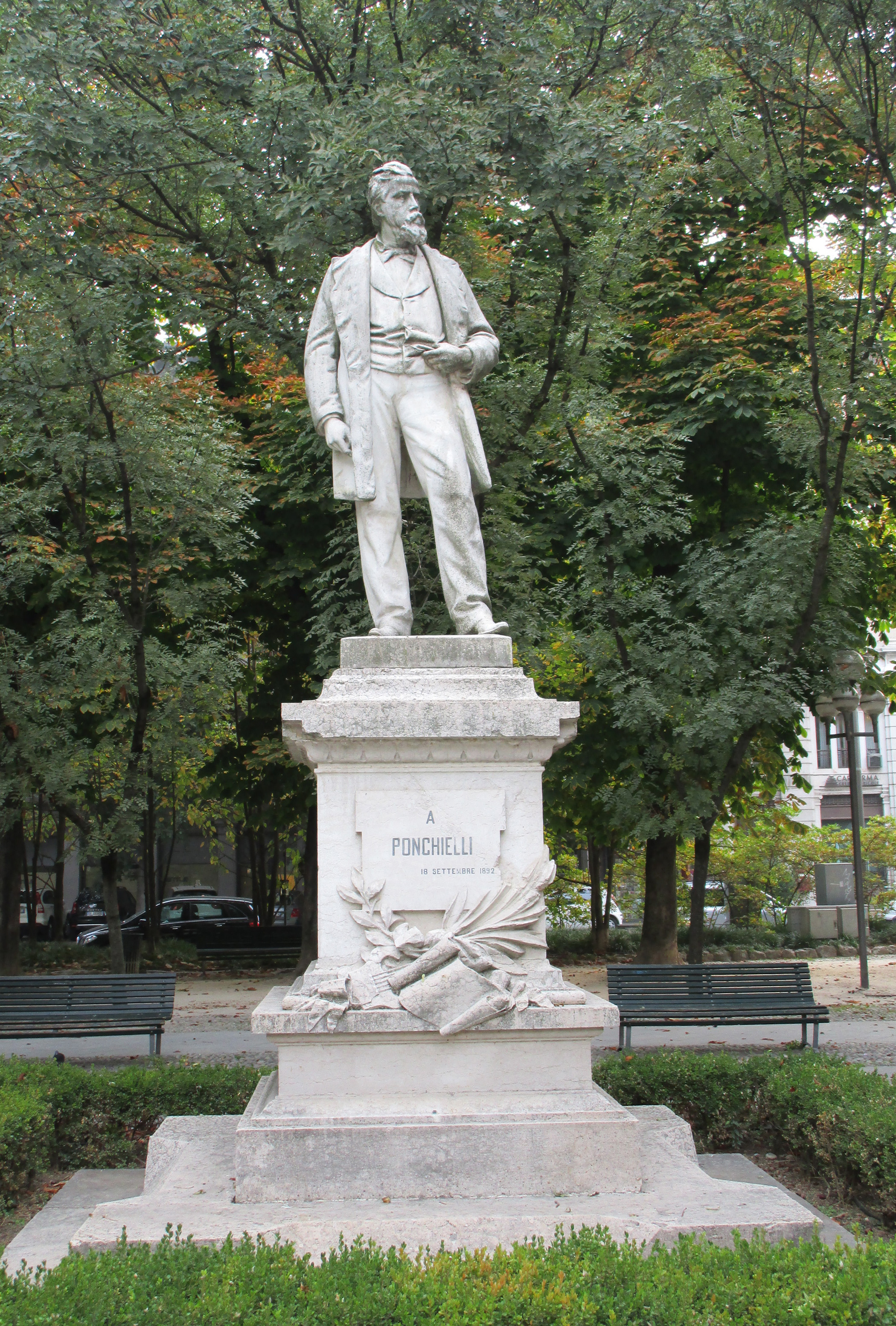
Marble monument of Амількаре Понк'єллі at Public Gardens Іван Павло II, в Кремона.

Народився в Падерно-Фазоларо (згодом перейменоване в Падерно-Понк'єллі) поблизу Кремони. У віці дев'яти років він виграв стипендію на отримання музичної освіти в Міланській консерваторії, яку закінчив 1854 року.
Помер Понк'єллі у віці 51 року в Мілані.

## Творчість
Автор 11 опер, серед яких «Литвини» (I Lituani, 1874) за А.Міцкевичем та «Джоконда» (La Gioconda, 1876), а також 4-х балетів, кантат, великої кількості творів для духових оркестрів. Його творчість мала значний вплив на італійську музичну культуру, серед його учнів — Джакомо Пуччіні і П'єтро Масканьї.